# Piratas de Escárcega
Los Piratas de Escárcega es un equipo que compite en la Liga Peninsular de Béisbol con sede en Escárcega, Campeche, México.

## Historia

### Inicios
Los Piratas de Escárcega debutaron en la LPB en la Temporada 2016, y son sucursal del equipo Piratas de Campeche que participa en la Liga Mexicana de Béisbol.

### Actualidad
Los Piratas se coronaron campeones de la Temporada 2016 al derrotar en la Serie Final a los Leones de Yucatán por 4 juegos a 0, bajo la dirección del mánager Arnoldo "Kiko" Castro.

## Jugadores

### Roster actual
Por definir.

### Jugadores destacados
Por definir.